# Katrin Neuenschwander
Katrin Neuenschwander (ur. 29 czerwca 1971 w Konolfingen) – szwajcarska narciarka alpejska, dwukrotna medalistka mistrzostw świata juniorów.

## Kariera
Największe sukcesy w karierze Katrin Neuenschwander osiągnęła w 1990 roku, startując na mistrzostwach świata juniorów w Zinal. Zdobyła tam złoty medal w slalomie, wyprzedzając bezpośrednio Francuzkę Anouk Barnier oraz Annelise Coberger z Nowej Zelandii. Złoty medal wywalczyła także w kombinacji, tym razem wyprzedzając Katję Seizinger z RFN i Austriaczkę Anję Haas. Na tej samej imprezie była też dziewiąta w gigancie i czternasta w zjeździe. Brała także udział w rozgrywanych rok wcześniej mistrzostwach świata juniorów w Aleyska, gdzie jej najlepszym wynikiem było siedemnaste miejsce w gigancie.
W zawodach Pucharu Świata zadebiutowała 30 listopada 1991 roku w Lech, zajmując jedenaste miejsce w slalomie. Tym samym już w swoim debiucie zdobyła pierwsze pucharowe punkty. Nigdy nie stanęła na podium, najwyższą lokatę w zawodach tego cyklu uzyskała 6 stycznia 1993 roku w Mariborze, gdzie slalom ukończyła na dziesiątej pozycji. Najlepsze wyniki osiągała w sezonie 1991/1992, kiedy zajęła 47. miejsce w klasyfikacji generalnej. W 1992 roku wystartowała w slalomie na igrzyskach olimpijskich w Albertville, zajmując dziewiątą pozycję. W tej samej konkurencji była także dwunasta na rozgrywanych rok później mistrzostwach świata w Morioce. W 1999 roku zakończyła karierę.

## Osiągnięcia

### Igrzyska olimpijskie
| Miejsce | Dzień     | Rok  | Miejscowość | Konkurencja | Czas biegu  | Strata  | Zwyciężczyni     |
| ------- | --------- | ---- | ----------- | ----------- | ----------- | ------- | ---------------- |
| 9.      | 20 lutego | 1992 | Albertville | Slalom      | 1:32,68 min | +1,60 s | Petra Kronberger |

### Mistrzostwa świata
| Miejsce | Dzień    | Rok  | Miejscowość | Konkurencja | Czas biegu  | Strata  | Zwyciężczyni |
| ------- | -------- | ---- | ----------- | ----------- | ----------- | ------- | ------------ |
| 12.     | 9 lutego | 1993 | Morioka     | Slalom      | 1:27,66 min | +2,71 s | Karin Buder  |

### Mistrzostwa świata juniorów
| Miejsce | Dzień      | Rok  | Miejscowość | Konkurencja | Czas biegu  | Strata  | Zwyciężczyni         |
| ------- | ---------- | ---- | ----------- | ----------- | ----------- | ------- | -------------------- |
| 29.     | 5 kwietnia | 1989 | Aleyska     | Zjazd       | 1:31,91 min | +4,60 s | Sabine Ginther       |
| 17.     | 8 kwietnia | 1989 | Aleyska     | Gigant      | 2:09,19 min | +4,24 s | Kimberly Schmidinger |
| 14.     | 21 marca   | 1990 | Zinal       | Zjazd       | 1:25,48 min | +2,19 s | Swietłana Gładyszewa |
| 9.      | 23 marca   | 1990 | Zinal       | Gigant      | 2:23,17 min | +2,63 s | Manuela Umele        |
| 1.      | 24 marca   | 1990 | Zinal       | Slalom      | 1:06,79 min | -       | -                    |
| 1.      | 24 marca   | 1990 | Zinal       | Kombinacja  | ?           | -       | -                    |

### Puchar Świata

#### Miejsca w klasyfikacji generalnej
- sezon 1991/1992: 47.
- sezon 1992/1993: 78.
- sezon 1994/1995: 102.
- sezon 1995/1996: 99.
- sezon 1996/1997: 74.
- sezon 1997/1998: 91.

#### Miejsca na podium
Neuenschwander nigdy nie stanęła na podium zawodów PŚ.